# Plagithmysus decorus
Plagithmysus decorus là một loài bọ cánh cứng trong họ Cerambycidae.